# ملکوم رگیس
ملکوم رگیس (به انگلیسی: Melcombe Regis) یک منطقهٔ مسکونی در بریتانیا است که در جنوب غربی انگلستان واقع شده‌است.